# Drunk (песня Эда Ширана)
«Drunk» (с англ. — «Пьяный») — сингл британского певца и автора песен Эда Ширана. Он был выпущен в качестве четвёртого сингла с дебютного студийного альбома + 17 февраля 2012 года. Сингл вошёл в UK Singles Chart под номером 63. Неделю спустя он поднялся на 29-е место, а позже на 9-е, став его четвёртым синглом из первой десятки.

## История
14 января 2012 года Эд Ширан объявил в Твиттере, что его песня «Drunk» будет выпущена в качестве четвёртого сингла с его дебютного альбома + со словами: «Итак, мой следующий сингл ― „Drunk“, у меня есть 2 музыкальных клипа для вас….. :)». В официальном музыкальном видео, выпущенном 23 января 2012 года, фигурирует кот, который выводит Эда прогуляться и напивается с ним, чтобы отвлечь от расставания. Девушку из клипа сыграла певица Нина Несбитт. Так случилось, что это его первое музыкальное видео, в котором Эд снялся. За несколько дней до этого было выпущено ещё одно видео, снятое его двоюродным братом. Оно включало в себя смесь клипов из тура по Великобритании.

## Живые выступления
Ширан исполнил песню вживую в «Шоу Грэма Нортона» 27 января 2012 года. Он также исполнил сингл вживую 25 февраля 2012 года на канале Let’s Dance for Sport Relief.

## Видеоклип
Музыкальное видео на песню было выпущено 20 января 2012 года с участием Нины Несбитт и в настоящее время имеет более 96 миллионов просмотров на YouTube. Видео снято Саманом Кешем. Начинается оно с того, что Ширан приходит домой и садится на диван в подавленном состоянии. Открывая банку пива, он замечает, что его кот разговаривает с ним. Вместе они пьют пиво и развлекаются, а потом идут в паб. Их выгоняют, когда человек фотографирует Ширана, его кот начинает драться с этим человеком. Они приводят домой нескольких женщин и кошек на вечеринку, а у Ширана начинаются галлюцинации от опьянения. Видео заканчивается тем, что Ширан просыпается на том же диване со своим котом рядом и банкой пива на столе. На протяжении всего видео он продолжает вспоминать конкретную девушку и сразу после этого выглядит подавленным, так как она рассталась с ним.

## Трек-лист
| №  | Название                                    | Длительность |
| -- | ------------------------------------------- | ------------ |
| 1. | «Drunk» (Rudimental Remix)                  | 4:42         |
| 2. | «Drunk» (Doctor P Remix)                    | 3:46         |
| 3. | «Drunk» (Lazy Jay's Wasted In London Remix) | 5:18         |
| 4. | «Drunk» (Lazy Jay's Rave-O-Lution Remix)    | 5:00         |
| 5. | «Drunk» (Jayglo Remix)                      | 4:31         |

| №  | Название                                    | Длительность |
| -- | ------------------------------------------- | ------------ |
| 1. | «Drunk»                                     | 3:20         |
| 2. | «Drunk» (Rudimental Remix)                  | 3:46         |
| 3. | «Drunk» (Doctor P Remix)                    | 5:18         |
| 4. | «Drunk» (Lazy Jay's Wasted In London Remix) | 5:00         |
| 5. | «Drunk» (Lazy Jay's Rave-o-Lution Dub)      | 4:42         |

| №  | Название                   | Длительность |
| -- | -------------------------- | ------------ |
| 1. | «Drunk»                    | 3:20         |
| 2. | «Drunk» (Rudimental Remix) | 4:42         |

## Чарты
| Чарт(2012-13)                                | Высшая позиция |
| -------------------------------------------- | -------------- |
| Австралия (ARIA)                             | 9              |
| Бельгия/Фландрия (Ultratip Bubbling Under)   | 22             |
| Европа (Billboard Euro Digital Song Sales)   | 12             |
| Ирландия (IRMA)                              | 7              |
| Япония (Billboard Japan Hot 100)             | 56             |
| Новая Зеландия (Recorded Music NZ)           | 23             |
| Шотландия (OCC Scotland)                     | 10             |
| Словакия (Rádio — Top 100)                   | 43             |
| Великобритания (OCC UK Singles)              | 9              |
| США (Billboard Hot Rock & Alternative Songs) | 26             |

| Чарт(2012)                           | Позиция |
| ------------------------------------ | ------- |
| UK Singles (Official Charts Company) | 71      |
| Чарт(2013)                           | Позиция |
| US Hot Rock Songs (Billboard)        | 99      |

## Сертификации
| Регион | Сертификация  | Продажи  |
| --- | ------------- | -------- |
| Австралия (ARIA) | 2× Платиновый | 140 000^ |
| Канада (Music Canada) | Золотой       | 40 000   |
| Новая Зеландия (RMNZ) | Золотой       | 7500*    |
| Великобритания (BPI) | Платиновый    | 600 000  |
| США (RIAA) | Золотой       | 500 000  |
| Стриминг |               |          |
| Дания (IFPI Danmark) | Золотой       | 900 000  |
| * Данные о продажах приведены только на основе сертификации. · ^ Данные о тиражах приведены только на основе сертификации. · Данные о продажах + прослушиваниях приведены только на основе сертификации. · Данные только о прослушиваниях приведены на основе сертификации. |               |          |